# Amadou Onana
Amadou Zeund Georges Ba Mvom Onana (* 16. August 2001 in Dakar, Senegal) ist ein belgisch-senegalesischer Fußballspieler. Der defensive Mittelfeldspieler steht seit Juli 2024 bei Aston Villa unter Vertrag und ist belgischer Nationalspieler.

## Karriere

### Vereine
Onana wurde in der senegalesischen Hauptstadt Dakar geboren und spielte erstmals mit „zwei oder drei Jahren“ Fußball, allerdings nicht im Verein und später „zweimal die Woche in einer Art Fußballschule“. Als er 11 Jahre alt war, besuchte er regelmäßig für 3 Monate seinen Vater im belgischen Brüssel und spielte in der Jugend des Rekordmeisters RSC Anderlecht erstmals in einem Verein. Da Onana zwischen Dakar und Brüssel pendelte und im Senegal seinen Hauptwohnsitz hatte, verlor er beim RSC jedoch allmählich den Anschluss und spielte daher bei Royal White Star Brüssel und später beim SV Zulte Waregem weiter. Bis zu seinem 15. Lebensjahr spielte der heute 194 cm große Mittelfeldspieler parallel Basketball. In Belgien bekleidete Onana nahezu alle Positionen und spielte in der U14 des RSC Anderlecht für einige Spiele sogar als Torwart.
Zur Saison 2017/18 wechselte der 16-Jährige in das Nachwuchsleistungszentrum der TSG 1899 Hoffenheim. Dort stand er in seinem ersten Jahr im Kader der B1-Junioren (U17), mit denen er unter den Cheftrainern Pellegrino Matarazzo und Danny Galm in der B-Junioren-Bundesliga spielte. Zur Saison 2018/19 rückte Onana zu den A-Junioren (U19) auf, mit denen er unter Marcel Rapp in der A-Junioren-Bundesliga spielte. Zudem absolvierte er im März 2019 einen Kurzeinsatz in der zweiten Mannschaft in der viertklassigen Regionalliga Südwest. Zur Saison 2019/20 wurde er Mannschaftskapitän der U19 und trat mit dieser zusätzlich in der UEFA Youth League an.
Nach dem Ende seiner Jugendzeit wechselte Onana zur Saison 2020/21 in die 2. Bundesliga zum Hamburger SV, bei dem er seinen ersten Profivertrag mit einer Laufzeit bis zum 30. Juni 2024 unterschrieb. Zum Saisonbeginn gehörte der 19-Jährige unter dem Cheftrainer Daniel Thioune zum Stammpersonal im defensiven Mittelfeld. Nachdem er am 14. und 15. Spieltag wegen Problemen an den Adduktoren ausgefallen war, verlor er seinen Stammplatz zeitweise an Moritz Heyer, der zuvor teilweise in der Innenverteidigung gespielt hatte und nun in einem 4-3-3-System als einziger Sechser eingesetzt wurde. Da sich im Laufe der Rückrunde die Innenverteidiger Toni Leistner und Stephan Ambrosius verletzten, musste dieser aber wieder in der Verteidigung spielen. Onana kehrte daraufhin in die Startelf zurück, pendelte aber teilweise auf die Bank, wenn Thioune Klaus Gjasula oder David Kinsombi und Aaron Hunt als „Doppelsechs“ aufbot. Onana kam in seiner ersten Profisaison auf 25 Zweitligaeinsätze (14-mal von Beginn), in denen er 2 Tore erzielte. Der HSV belegte nach einer starken Hin- und einer schwachen Rückrunde, in der Thioune für die letzten 3 Spiele durch Horst Hrubesch ersetzt wurde, zum dritten Mal in Folge den 4. Platz.
Kurz vor dem Beginn der Ligue-1-Saison 2021/22 wechselte Onana zum amtierenden französischen Meister OSC Lille. Der 19-Jährige, der an den ersten beiden Zweitligaspieltagen schon nicht mehr zum HSV-Spieltagskader gezählt hatte, unterschrieb einen Vertrag bis zum 30. Juni 2026. Unter Jocelyn Gourvennec wurde er 32-mal in der Liga eingesetzt, stand 11-mal in der Startelf und erzielte ein Tor. Der Titelverteidiger belegte am Saisonende jedoch nur den 10. Platz. In der Champions League kam Onana in allen 8 Spielen (2-mal Startelf) zum Einsatz, ehe man im Achtelfinale am FC Chelsea scheiterte.
Anfang August 2022 wechselte Onana in die Premier League zum FC Everton. Er unterschrieb einen Vertrag bis zum 30. Juni 2027 und stieß vor dem 2. Spieltag der Saison 2022/23 zur Mannschaft von Frank Lampard.
Im Juli 2024 wechselte er zu Ligakonkurrent Aston Villa.

### Nationalmannschaft
Onana spielte zwischen Januar und Mai 2018 12-mal in der belgischen U17-Nationalmannschaft. Mit ihr nahm er an der U17-Europameisterschaft 2018 in England teil, bei der er 4-mal zum Einsatz kam. Von September 2018 bis Mai 2019 folgten 8 Einsätze in der U18-Auswahl. Von September bis November 2019 war Onana in der U19 aktiv, für die er 6-mal zum Einsatz kam.
Für die Länderspielpause im März 2021 wurde der 19-Jährige von Jacky Mathijssen für ein Trainingslager der U21 nominiert. Anfang Juni 2021 war er bei seinem ersten U21-Länderspiel Mannschaftskapitän und erzielte ein Tor.
Im Mai 2022 wurde er von Roberto Martínez für die im Juni 2022 anstehenden Spiele in der UEFA Nations League in die belgische A-Nationalmannschaft berufen. Der defensive Mittelfeldspieler debütierte am 3. Juni 2022, als er bei einer 1:4-Niederlage gegen die Niederlande zur zweiten Halbzeit eingewechselt wurde. Nach einem weiteren Einsatz wurde Onana im November 2022 für die Weltmeisterschaft 2022 in Katar nominiert. Dort kam Onana in zwei Gruppenspielen (einmal in der Startelf) zum Einsatz, schied mit seiner Mannschaft aber nach der Vorrunde aus.
In der Qualifikation für die EM 2024 wurde er in vier der acht Spiele eingesetzt und qualifizierte sich mit den Roten Teufeln ungeschlagen für die EM-Endrunde, für die er am 28. Mai 2024 nominiert wurde.

## Trivia
Onana spricht Französisch, Wolof, Belgisches Niederländisch (Flämisch), Englisch und Deutsch.